# Julijan (rimski cesar)

Julijan (grško Φλάβιος Κλαύδιος Ἰουλιανός Αὔγουστος  [Flávios Klaúdios Julianós Augustos], latinsko Flavivs Clavdivs Ivlianvs), znan tudi kot Julijan Odpadnik in Julijan Filozof, je bil filozof in grški pisec in od leta 360 do 363 rimski cesar,  * 331/332, Konstantinopel,  †  26. junij 363, Maranga ob Tigrisu, Mezopotamija. 
Bil je član Konstantinske dinastije. Cesar Konstancij II. ga je leta 355 imenoval za cezarja zahodnih provinc, kjer se je uspešno vojskoval proti Alemanom in Frankom.  Najbolj odmevna je bila njegova zmaga nad Alemani v bitki pri Argentoratu leta 357, v kateri je bila njegova vojska v  manjšini. Leta 360 so ga vojaki v Luteciji (sedanji Pariz) proglasili za avgusta (cesarja), kar je sprožilo državljansko vojno med Julijanom in Konstancijem. Konstancij je še pred odločilno bitko z rivalom umrl in Julijan je postal njegov zakoniti naslednik. Leta 363 je začel ambiciozen vojni pohod proti Sasanidom. Po začetnih uspehih je bil v bitki smrtno ranjen in je kmalu zatem umrl.
Julijan je bil zelo nenavadna osebnost: bil je vojaški poveljnik, teozof, socialni reformator in pisec.  Bil je zadnji nekrščanski vladar Rimskega imperija, ki je želel, da bi se cesarstvo vrnilo k starim rimskim vrednotam in se s tem rešilo pred razpadom. Očistil je vrh državne birokracije in poskušal oživiti tradicionalno rimsko versko prakso na račun krščanstva. Zaradi njegovega zavračanja krščanstva v korist neoplatonskega poganstva ga je cerkev imenovala Odpadnik (grško Ἀποστάτης [Apostátes] ali Παραβάτης  [Parabántes] – prestopnik.
Bil je zadnji cesar iz Konstantinske dinastije, ki je bila prva krščanska dinastija v Rimskem cesarstvu.

## Življenje in delo

### Otroštvo in šolanje
Julijan se je rodil v Konstantinoplu maja/junija 331 n. št. Juliju Konstanciju, polbratu cesarja Konstantina. Njegova družina je bila krščanskega izvora – med drugim so pomembnejši člani še: njegov ded cesar Konstantin Klor in pretorijanski prefekt na vzhodu Julij Julijan. Julijan je v otroštvu postal sirota, ko je po smrti Konstantina Velikega 337 njegov sin Konstancij II. dal večino moških članov družine ubiti. Po vsej verjetnosti zaradi mladosti je Julijan preživel. Julijan je odrastel v Bitiniji, kasneje je pa kot njegov pastor deloval Evzebij iz Nikomedije. 342 je bil s polbratom Galom poslan v izgnanstvo v osrednjo Grčijo, 340 se je pa lahko vrnil v Konstantinopel, kjer je nekaj časa deloval kot nižji duhovnik. Okoli leta 351 n. št. je pod Edesijem študiral neoplatonizem in se 352 n. št. spreobrnil v pogansko vero. Julijan je sprva živel kot deloma obskuren filozof in je študiral neoplatonizem v več mestih na vzhodu, 354 pa je bil sklican v Mediolanum, od koder je nato šel v Atene, kjer je spoznal Gergorija iz Naziazusa in Bazila Velikega.

### Imenovanje za Cesarja na Zahodu
Konstantin II. je umrl leta 340 n. št., ko je napadel svojega brata Konstansa, deset let kasneje pa je bil Konstans ubit med vojno proti Magnenciju. Konstancij II. se je tako znašel v situaciji, kjer je potreboval zaveznike in 351 n. št. je Gala imenoval za cesarja na vzhodu, 6. novembra 355 je pa Konstancij II. imenoval Julijana za cesarja na zahodu. Konstancij II. je nameraval, da bo Julijan deloval kot njegova marioneta in ga je zaradi tega poslal v provinco Galija z relativno majhnim vojstvom, da bi bila njegova politična afirmacija onemogočena ter da bi sočasno oficirji zvesti Konstanciju preprečevali kakršnokoli nezvestobo. Na zahodu je Julijan leta 355 začel biti boj z germanskimi plemeni na Renu in osvobodil pomembno središče rimske oblasti v Germaniji - Colonia Claudia Ara Agrippinensium. Ob vrnitvi v Galijo je naredil taktično napako, ko je porazdelil svoje sile po raznih obmejnih mestih, kar je olajšalo frankom, da so vdrli v Galijo in Julijan se je v mestu Senon za več mesecev znašel oblegan. Naslednje leto je videlo vnovično rimsko ofenzivo zoper Germane in Julijanove sile so dosegle pomembno zmago v bitki pri Argentoratumu, kjer so številčno šibkejši Rimljani premagali večjo germansko silo in zajeli njihovega poveljnika, kralja Chnodomarija, čigar so postali v Mediolanum pred Konstancija. Julijan se je v bitki izkazal do tolikšne mere, da so ga vojaki želeli oklicati za avgusta, a je odločno odklonil. Julijan je še v isti vojaški sezoni napredoval globoko v ozemlje današnje Nemčije, kjer je pokoril več germanskih plemen, kar je Alemane prisililo, da so vsaj za nekaj let prekinili z vdori.

### Od državnika do Avgusta
357 n. št. je osebno prevzel vodenje province Belgica Secunda, kjer je Julijan prvič opravljal funkcijo civilnega administratorja. V provinci je uvedel nekatere iz grške filozofije izhajajoče liberalne reforme, saj je verjel, da bo le s pomočjo ljudstva zmožen organizirati vnovične napade in obrambo zoper germansko nevarnost. Konstancij je v tem času uvidel, da se njegov cezar na zahodu osvobaja njegovega vpliva in je začel sekati po Julijanovih zaveznikih. Tako je npr. odstranil Julijanovega bližnjega svetovalca Saturninija, februarja 360 n. št. je pa zaradi sasanidske invazije Mezopotamije ukazal, da preda polovico svojih sil zavoljo obrambe cesarstva. Julijan je ukaz sprva upošteval, a uporni vojaki, ki niso želeli zapustiti Galije so v Parizu Julijana razglasili za avgusta. Julijan je titulaturo sprejel, a ni nemudoma začel biti vojne zoper Konstancija in je namesto tega obnovil svojo kampanjo v Germaniji. Spomladi 361 n. št. je začel z novo kampanjo zoper Alemane in zajel njihovega kralja Vadomarija, nato pa začel z vojsko korakati proti Italiji – s tem se je začela državljanska vojna. Junija so Julijanu zveste čete zavzele Akvilejo. Državljanska vojna se je na Julijanovo presenečenje hitro končala, ko je 3. novembra 361 n. št. Konstancij II. umrl in Julijana imenoval za naslednika. 
11. decembra 361 je Julijan vstopil v Konstantinopel kot izključni avgust in nemudoma začel z nekaterimi reformami, ki so bile ravno obratne kot te njegovih predhodnikov. Zmanjšal je število birokratov, začel biti boj proti korupciji, več višjim uradnikom, ki so za čas vlade Konstancija II. nakradli velike količine premoženje, je pa dal soditi in nato ubiti. Vseprisotno vlogo cesarske pisarne je želel zmanjšati in zato je odredil povečanje pristojnosti posamičnih mest, nekatere mestne davke, npr. aurum coronarium je pa ukinil, oziroma je plačilo le-teh odredil za neobvezno. S tem je zmanjšal vpliv korupcije med uradniki, hkrati so pa reforme poskrbele za dvig njegove popularnosti. Čeravno je zmanjšal pristojnosti cesarske pisarne pa je povečal svoj lasten vpliv – sedaj je bilo vse nove davke potrditi pri njemu in ne več pri birokratskem aparatu.  
Maja 362 se je umaknil iz Konstantinopla in odšel v Antiohijo, kjer je začel s pripravami na invazijo perzijske države, ki jo je začel marca 363. V Antiohiji je pričel s prenovo nekaterih poganskih templjev posvečenih Apolonu, v mestu je pa tudi nastopil proti trgovcem in birokratom, ki so pomanjkanje hrane izkoristili za umetno nabijanje cen. V Antiohiji je postalo jasno, da pri nekaterih nišah družbe Julijan nikoli ne bo popularen. Ne le trgovci in kristjani, zaradi asketskega življenja se je zameril tudi mnogim bogatejšim članom družbe, ki so verjeli, da mora cesar izkazovati bogastvo zavoljo ohranitve ugleda. 

### Julijanova perzijska vojna in smrt
Glej tudi: Julijanova perzijska vojna
Julijan je pričel perzijsko vojno predvsem zato, ker je želel videti, kako zvesti so mu mnogi kontingenti vzhodne vojske. Verjel je, da bo zmaga na vzhodu tisto, kar bo zacementiralo njegovo oblast v vojski. A zgodovinarji so neenotni, če so ti razlogi zadostni, da bi upravičili vojno v Perziji – navsezadnje so Sasanidi v tem obdobju želeli ohraniti mir in so celo postali več sel, da bi poskusili zagotoviti mir. 5. marca 363 je Julijan pričel s svojo vojno in je načeloval vojski okoli 60.000-90.000 mož, ki je korakala proti Evfratu, podprta z več sto ladjami z živežem. Julijan je svoje sile razdelil na dva dela – manjši kontingent je napadel preko severne meje Armenije, medtem ko je večji del vojske šel po južni poti proti perzijski prestolnici. Točnih ciljev Julijanove vojne danes ne poznamo, predvideva pa se, da je bil namen vsega spremeniti režim, odstaviti Šapurja II. in za novega perzijskega vladarja postaviti Hormisdasa. Do sredine maja je rimska vojska dosegla močno zaščiteno perzijsko prestolnico Ktezifon, kjer je Julianu uspelo prisiliti tamkajšnjo perzijsko vojsko, da se je umaknila za obzidje mesta, s čimer je bila celotna prestolnica obkoljena. A večji del perzijske vojske je ostal izven mesta in se je sedaj na novo regrupiral in približeval. Julijanovi generali so mu svetovali, da naj ne bije bitke s Perzijci in Julijan je ukazal uničiti mornarico ter odredil nekaj roparskih napadov po perzijskem ozemlju. A tudi tokrat so ga generali prepričali drugače in junija 363 je odredil umik na varno ozemlje rimskega imperija preko severne poti. 
Med umikom so Perzijci večkrat napadli umikajočo se rimsko vojsko in v bitki pri Samari je bil celo sam Julijan ranjen. Rana se je vnela in tretjega dne po bitki pri Samari je cesar podlegel bojnim ranam. Že naslednje leto so začele krožiti govorice, da niso bili Perzijci tisti, ki so ranili in s tem ubili Julijana, temveč Kristjani. Krščanska skupnost je te govorice prevzela in nekaj časa so celo propagandirali, da je bil Sveti Merkurij tisti, ki je ubil poslednjega poganskega cesarja, v tem času pa je (kakor poroča Libanij) nastala tudi znana prigoda, da so bile Julijanove poslednje besede »Zmagal si, Galilejec.«, s čimer bi naj priznal, da je pravi zmagovalec v cesarstvu Jezus Kristus ter da bo Krščanstvo slej kot prej postalo uradna in edina religija cesarstva. Po njegovi smrti so ga mnogi cerkveni očetje zaničevali. Julijan Odpadnik je bil sprva pokopan v Tarsusu, nato pa so njegove ostanke premaknili v Konstantinopel.
Julijanova Perzijska vojna]]
Julijan je pričel perzijsko vojno predvsem zato, ker je želel videti, kako zvesti so mu mnogi kontingenti vzhodne vojske. Verjel je, da bo zmaga na vzhodu tisto, kar bo zacementiralo njegovo oblast v vojski. A zgodovinarji so neenotni, če so ti razlogi zadostni, da bi upravičili vojno v Perziji – navsezadnje so Sasanidi v tem obdobju želeli ohraniti mir in so celo postali več sel, da bi poskusili zagotoviti mir. 5. marca 363 je Julijan pričel s svojo vojno in je načeloval vojski okoli 60.000-90.000 mož, ki je korakala proti Evfratu, podprta z več sto ladjami z živežem. Julijan je svoje sile razdelil na dva dela – manjši kontingent je napadel preko severne meje Armenije, medtem ko je večji del vojske šel po južni poti proti perzijski prestolnici. Točnih ciljev Julijanove vojne danes ne poznamo, predvideva pa se, da je bil namen vsega spremeniti režim, odstaviti Šapurja II. in za novega perzijskega vladarja postaviti Hormisdasa. Do sredine maja je rimska vojska dosegla močno zaščiteno perzijsko prestolnico Ktezifon, kjer je Julianu uspelo prisiliti tamkajšnjo perzijsko vojsko, da se je umaknila za obzidje mesta, s čimer je bila celotna prestolnica obkoljena. A večji del perzijske vojske je ostal izven mesta in se je sedaj na novo regrupiral in približeval. Julijanovi generali so mu svetovali, da naj ne bije bitke s Perzijci in Julijan je ukazal uničiti mornarico ter odredil nekaj roparskih napadov po perzijskem ozemlju. A tudi tokrat so ga generali prepričali drugače in junija 363 je odredil umik na varno ozemlje rimskega imperija preko severne poti. 
Med umikom so Perzijci večkrat napadli umikajočo se rimsko vojsko in v bitki pri Samari je bil celo sam Julijan ranjen. Rana se je vnela in tretjega dne po bitki pri Samari je cesar podlegel bojnim ranam. Že naslednje leto so začele krožiti govorice, da niso bili Perzijci tisti, ki so ranili in s tem ubili Julijana, temveč Kristjani. Krščanska skupnost je te govorice prevzela in nekaj časa so celo propagandirali, da je bil Sveti Merkurij tisti, ki je ubil poslednjega poganskega cesarja, v tem času pa je (kakor poroča Libanij) nastala tudi znana prigoda, da so bile Julijanove poslednje besede »Zmagal si, Galilejec.«, s čimer bi naj priznal, da je pravi zmagovalec v cesarstvu Jezus Kristus ter da bo Krščanstvo slej kot prej postalo uradna in edina religija cesarstva. Po njegovi smrti so ga mnogi cerkveni očetje zaničevali. Julijan Odpadnik je bil sprva pokopan v Tarsusu, nato pa so njegove ostanke premaknili v Konstantinopel.

### Facit in pomen
Po njegovi smrti so velik del njegovih reform anulirali. Julijan je dandanes predvsem znan kot poslednji poganski cesar rimskega imperija, a potrebno je razumeti, da je njegov pogled na religijo bil nekoliko nedogmatski – poganske mite je razumel kot alegorije, preko katerih se kažejo vrline nekakšne filozofske božanskosti. Tako je zanimivo to, da je Julijanovo poganstvo do neke mere skladno s krščanstvom – v središču ni panteon bogov, temveč enotni »božanski princip«, ki se kaže preko več različnih akterjev, i.e. panteonskih bogov, obenem je pa njegov pogled na religijo močno zaznamovala neoplatonistična filozofija. A to ne pomeni, da Julijan ni verjel v bogove in znano je, da je sam verjel v mite stvarjenja, značilne za grški politeizem. 
Z nastopom kot cesar je Julijan želel obnoviti helenistični politeizem, katerega je on videl kot glavno vodilo za ponovno obuditev rimske države. Njegovi zakoni so tako izključevali bogate in izobražene kristjane, kar je povzročilo, da se je vrzel med pogansko filozofijo in krščansko vero poglobila. Obnovil je več poganskih templjev, 4. februarja 362 pa izdal edikt za zagotavljanje enakosti vseh religij. Edikt je trdil, da so vse religije enake in s tem je Julijan želel, da bi se obnovil starorimski politeizem. Mnoge Julijanove reforme so bile uperjene k onemogočanju organiziranja krščanske cerkve, čeravno ni želel nastopiti proti Kristjanom s preganjanji, saj je uvidel, da so le-ta v preteklosti povečala število sledilcev Kristusa. Tako je npr. odredil, da morajo biti vsi učitelji potrjeni s strani cesarja, krščanskim učiteljem je prepovedal učenje svobodnih umetnosti in poganskih tekstov, prenovil je več poganskih templjev, jim povrnil odvzeto zemljo, z razvojem nove uprave pa je želel ustvariti izrazito hierarhični sistem, kjer bi funkcija cesarja ne le ostala na mestu, kakršnega je imela do tedaj, temveč bi postala še pomembnejša. 
Julijanovo stremenje k obnovi poganstva je bilo smiselno, saj je v tem trenutku velik del imperija še vedno bil pogansko usmerjen. A dolgoročno gledano njegova politika ni zaustavila rasti krščanstva, saj je bilo poganstvo že tako dolgo v zatonu, da gorečih sledilcev in resnega zanimanja za religijo stvarno ni več bilo. Mnogi pogani so ostali pasivni, ker so se bali, kaj se bo z njimi zgodilo po Julijanovi smrti, če bodo podpirali obnovo. Ironično je Julijan z nekaterimi reformami (uvedba strožjih zakonov za poganske svečenike) nekoliko zbližal pogansko in krščansko miselnost. Julijan je hotel poganstvo spremeniti v religijo, medtem ko je do tega trenutka delovala kot sistem tradicij in vrednot. 